# Jindřich Jindra
Jindřich Jindra (19. května 1936 Přeštice – 25. listopadu 2001) byl český fotbalista, brankář, reprezentant Československa. Jeho syn Petr Jindra nastoupil za Hradec ve 2 ligových utkáních.

## Fotbalová kariéra
Za československou reprezentaci odehrál v letech 1961–1964 dvě utkání, dvakrát startoval i v reprezentačním B-mužstvu. V československé lize nastoupil ve 143 utkáních. Hrál za Spartak Hradec Králové (1957–1967), s nímž získal roku 1960 historický titul mistra, jediný v dějinách klubu a první, který v československé lize putoval mimo Prahu a Bratislavu. S Hradcem postoupil i do čtvrtfinále Poháru mistrů evropských zemí. V Poháru mistrů evropských zemí nastoupil ve 4 utkáních.

## Ligová bilance
| Ročník                                   | Zápasy | Góly | Klub                   |
| ---------------------------------------- | ------ | ---- | ---------------------- |
| 1. československá fotbalová liga 1957/58 | 10     | 0    | Spartak Hradec Králové |
| 1. československá fotbalová liga 1959/60 | 21     | 0    | Spartak Hradec Králové |
| 1. československá fotbalová liga 1960/61 | 26     | 0    | Spartak Hradec Králové |
| 1. československá fotbalová liga 1961/62 | 23     | 0    | Spartak Hradec Králové |
| 1. československá fotbalová liga 1962/63 | 14     | 0    | Spartak Hradec Králové |
| 1. československá fotbalová liga 1965/66 | 26     | 0    | Spartak Hradec Králové |
| 1. československá fotbalová liga 1966/67 | 22     | 0    | Spartak Hradec Králové |
| 1. československá fotbalová liga 1972/73 | 1      | 0    | Spartak Hradec Králové |
| CELKEM                                   | 143    | 0    |                        |